# Armadilloniscus notojimensis
Armadilloniscus notojimensis là một loài chân đều trong họ Detonidae. Loài này được Nunomura miêu tả khoa học năm 1990.